# Federació Catalana de Malalties Minoritàries
La Federació Catalana de Malalties Minoritàries és una entitat fundada el 2004 que agrupa associacions sense ànim de lucre que lluiten contra les malalties minoritàries. Ofereix servei d'informació, orientació i assessorament i organitza activitats, jornades i conferències. El 2016 la presidenta era Ana Quintero.
L'entitat ha participat en diverses activitats de sensibilització. El 2018 va impulsar la iniciativa Apropa't a les malalties minoritàries per atendre 2.400 persones afectades per aquestes malalties i traslladar la necessitat de conscienciar. També va col·laborar en una exposició fotogràfica sobre malalties minoritàries a la Nau Bostik el novembre del 2019. Diverses entitats recapten diners per la federació, com el RCD Espanyol.